# Alain Gas
Pour la commune, voir Gas.
Alain Gas est un essayiste, photographe et homme politique français.

## Biographie
Alain Gas est né le 28 mai 1949 à Maruéjols-lès-Gardon.
Photographe, il illustre des ouvrages de Jean-Pierre Chabrol, Jean Carrière ou Jacques Durand. Il publie aussi plusieurs essais personnels, notamment sur les « mutations des paysages urbains de Provence et du Languedoc ». S'attachant à développer le tourisme patrimonial dans le Gard, il est élu maire de Maruéjols-lès-Gardon en 2008.
Il meurt brutalement le 17 avril 2011 à Estézargues, des suites d'un infarctus du myocarde.

## Ouvrages
- Nîmes, Pont du Gard : Aigues-Mortes, Saint-Gilles, Lunel, Sommières, Uzès, Bagnols, Pont-Saint-Esprit, Maruéjols-les-Gardons, Le Médian, 1992  (ISBN 2-909772-00-4).
- Cévennes : des hautes terres au bas pays, Montpellier, Les Presses du Languedoc, 1997  (ISBN 2-85998-171-3).
- Lumières du Sud : Provence, Camargue, Cévennes, Languedoc méditerranéen, Tournai, La Renaissance du livre, 2002  (ISBN 2-80460-599-X).
- Villes du Sud : de Massalia aux technopoles, Tournai, La Renaissance du livre, 2004  (ISBN 978-2-8046-0853-8).
- Cévennes : montagne refuge, terre de rencontres, Sète, Nouvelles presses du Languedoc, 2008  (ISBN 978-2-35414-038-0).

## Prix
- Cabri d'or 1989[1].